# Frank James Low
Frank James Low (né le 23 novembre 1933 à Mobile et mort le 11 juin 2009 à Tucson) est un physicien des solides devenu un des chefs de file de l'astronomie infrarouge, après avoir inventé un bolomètre au gallium dopé au germanium en 1961. Ce détecteur a permis d'étendre les longueurs d'onde observables.

## Biographie
Low obtient sa licence à l'université Yale en 1955 puis son doctorat en 1959 à l'université Rice.
Il met au point le bolomètre au germanium dopé au gallium en 1961. Il quitte l'industrie pour continuer le développement de cet instrument au National Radio Astronomy Observatory, à partir de 1965 il quitte l'université Rice pour travailler à celle de l'Arizona. En 1967 il fonde Infrared Laboratories, Inc. spécialisé dans la fabrication de détecteurs infrarouges et d'équipements de refroidissement pour la recherche scientifique et l'industrie.
À la fin des années 1960 et au début des années 1970 il dirige l'équipe qui construit un télescope infrarouge de 12 pouces, monté sur un Learjet et opérant à une altitude de 13 700 mètres. L'altitude permet d'éviter la vapeur d'eau contenu dans l'atmosphère. C'est avec cet instrument qu'est détecté pour la première fois la chaleur émise par Jupiter et Saturne. Ce télescope est aussi utilisé pour étudier le noyau de galaxies actives et des régions de formations stellaires.
Il propose le télescope spatial IRAS puis rejoint l'équipe internationale qui le construit. Lancé en 1983 et durant les dix mois de mission, IRAS cartographie le ciel dans les bandes infrarouges à 12,25, 60 et 100 µm. Low fait aussi partie de l'équipe de développement du télescope spatial Spitzer. Une idée de Low est appliquée à la conception du système de refroidissement de Spitzer et à l'orbite utilisée par le télescope afin d'obtenir un refroidissement efficace à moindre coût.

## Honneur

### Distinctions et récompenses
Il a été distingué des récompenses suivantes :
- le prix Helen B. Warner pour l'astronomie en 1968 ;
- le prix Rumford en 1986 ;
- le prix Joseph-Weber pour l'instrumentation astronomique (en) en 2003 ;
- le Jansky Lectureship devant le National Radio Astronomy Observatory en 2006 ;
- la médaille Bruce en 2006.

### Éponymie
Ont été nommés en son honneur :
- la nébuleuse de Kleinmann-Low (avec Douglas E. Kleinmann) ;
- l'astéroïde (12142) Franklow.